# 32931 Ferioli
32931 Ferioli è un asteroide della fascia principale. Scoperto nel 1995, presenta un'orbita caratterizzata da un semiasse maggiore pari a 3,0395743 au e da un'eccentricità di 0,1449924, inclinata di 8,68984° rispetto all'eclittica.
L'asteroide è dedicato all'astrofilo italiano Luigi Ferioli.